# Carry
Pour les articles ayant des titres homophones, voir Carry (homonymie), Carie et Cari.
Le carry (cari ou kari, en créole) est une spécialité culinaire traditionnelle de la cuisine réunionnaise et mauricienne, dérivé du curry de la cuisine indienne, variante du carry massalé ou masala, à base de viande, de poisson, de crustacés, ou de légumes, cuits dans une préparation d'oignon, tomates, ail et épice (curcuma).

## Étymologie
Le mot carry (ou cari, en créole) est dérivé du curry de la cuisine indienne (kari, plat mijoté, en tamoul d'Inde du Sud, langue de l'une des composantes ethniques de l'île de La Réunion et de l'île Maurice). D'autres sources affirment que c'est le mot anglais "curry" qui dérive du français "cari" ou "carry", lui-même emprunté au tamoul "kari".
Cari est également un terme générique pouvant désigner la nourriture mijotée et épicée au sens créole. Symbole de leur culture et de leur identité, il fait partie du quotidien de la plupart des Réunionnais et des Mauriciens.

## Histoire

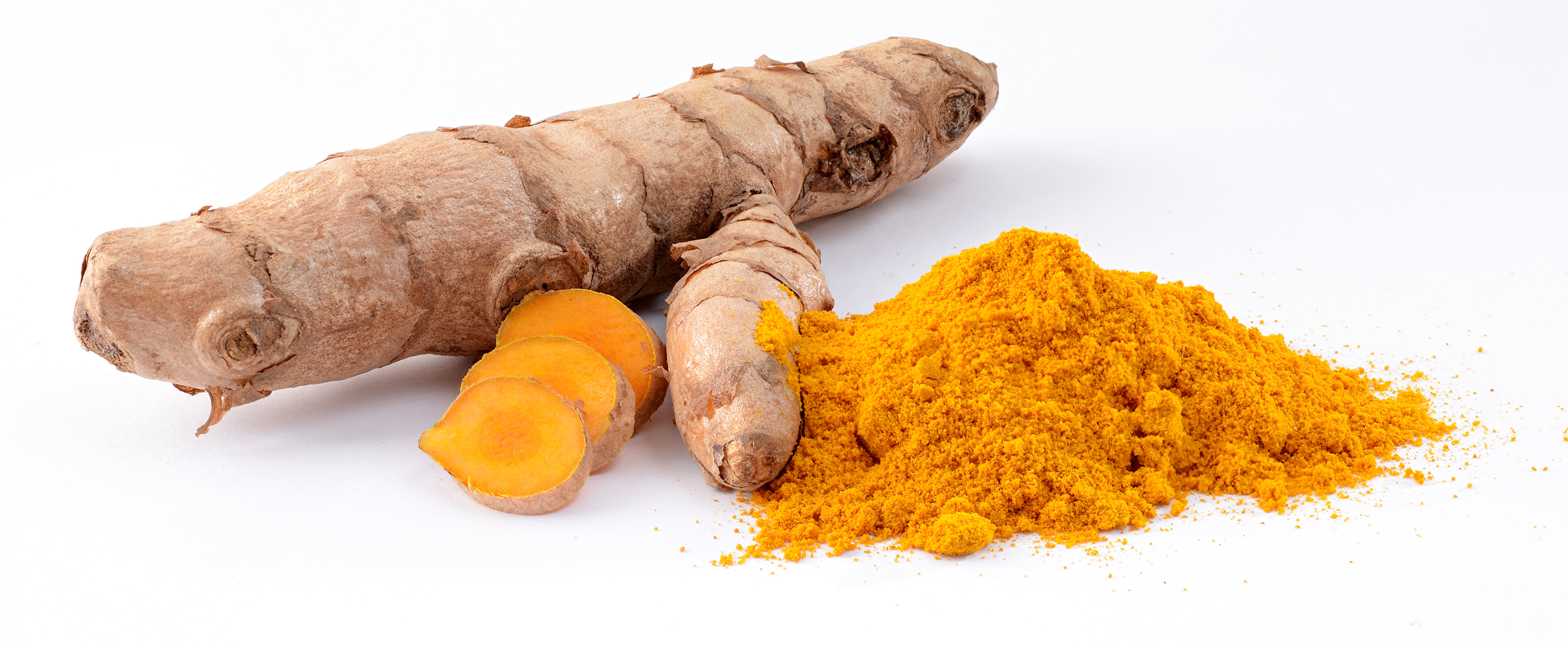
Rhizome, tranches et poudre de curcuma.

La seule épice utilisée dans le carry est à l'origine celle de la racine du curcuma, appelé « safran » ou « safran péi » à La Réunion (à ne pas confondre avec le safran (épice)). Le safran péi (pays) le plus réputé est cultivé localement sur les hauteurs de la ville de Saint-Joseph (La Réunion), fondée au XVIIIe siècle par Joseph Hubert (qui introduit le curcuma dans l'île à cette époque). On trouve aussi du curcuma d'importation dans les commerces.
Le massalé de cabri, de poulet ou encore de légumes contiennent de la feuille de cari, nommée caloupilé (le massalé est le nom donné au mélange d'épices local).
On doit distinguer les caris, des sauces (sauce de thon), ou encore des vindayes et rougails, le mode de préparation n'étant pas du tout la même.

## Préparation
Le carry se prépare en faisant dorer viande, poisson, crustacé, ou légumes, auxquels on rajoute ensuite les condiments et aromates, à base de variantes de recettes personnalisées de mélange de curcuma, d’ail, de poivre, de thym, de gingembre, de cumin, de coriandre et de piment. Tous les carrys ne se préparent pas de la même façon, on ne peut donc pas en faire une généralité. Les produits locaux sont préférés pour la composition des caris, en partie à cause des coûts élevés des produits importés. Contrairement au rougail saucisses, il est préférable que la plupart des caris n'aient pas le « goût marmite » (goût local typique de préparations mijotées à la marmite).

Quelques exemples
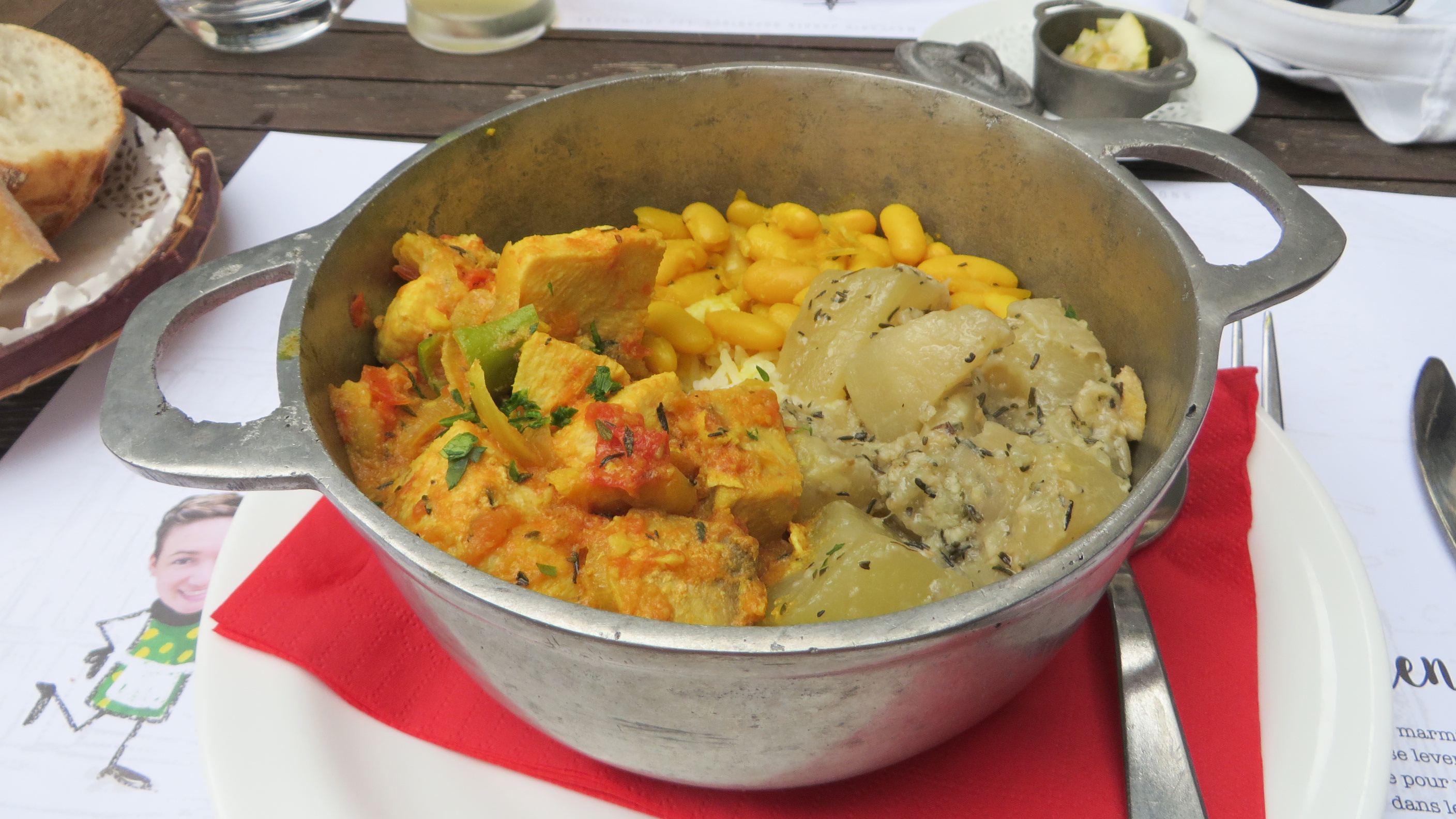
Cari poisson
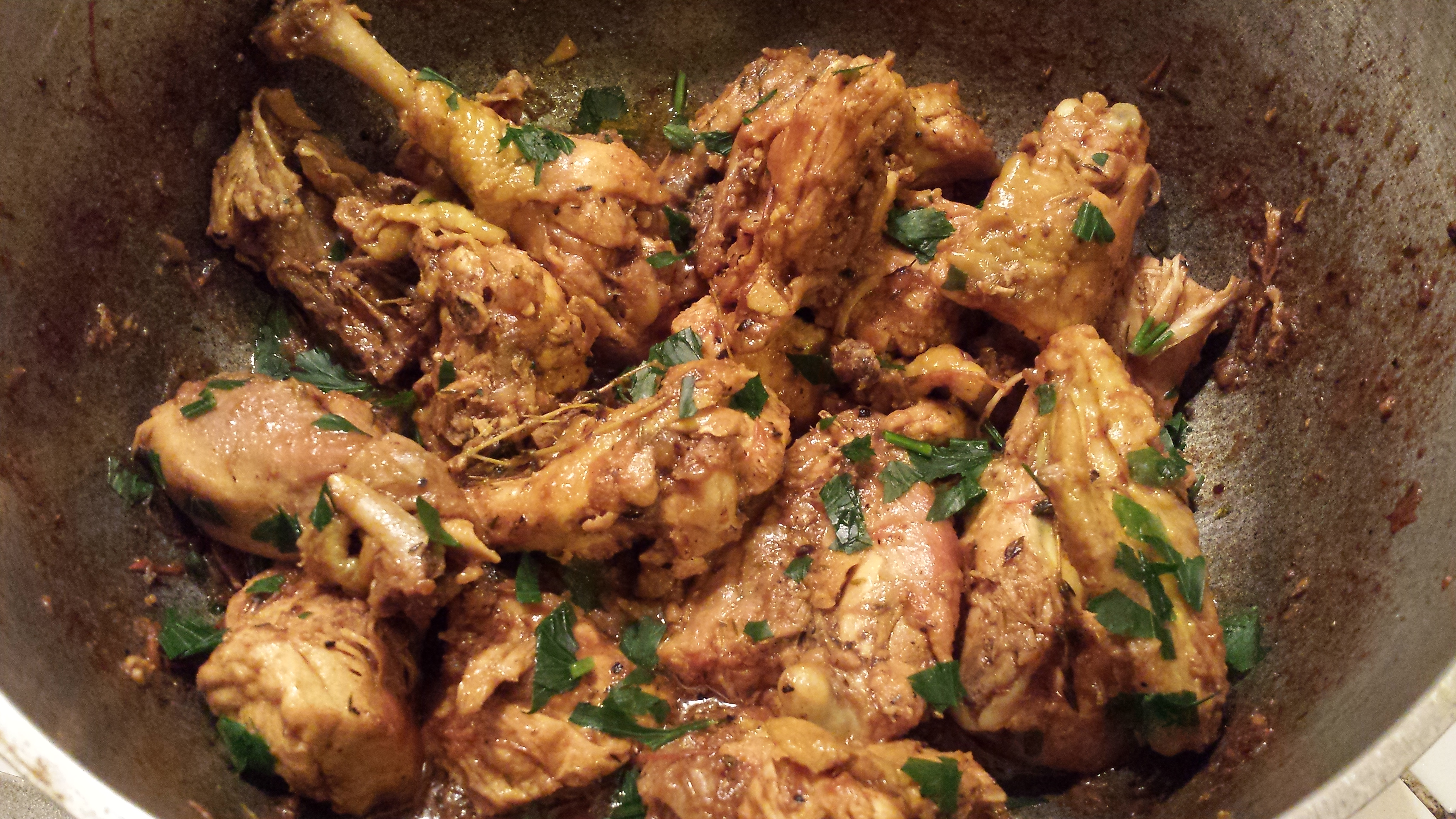
Cari poulet combava
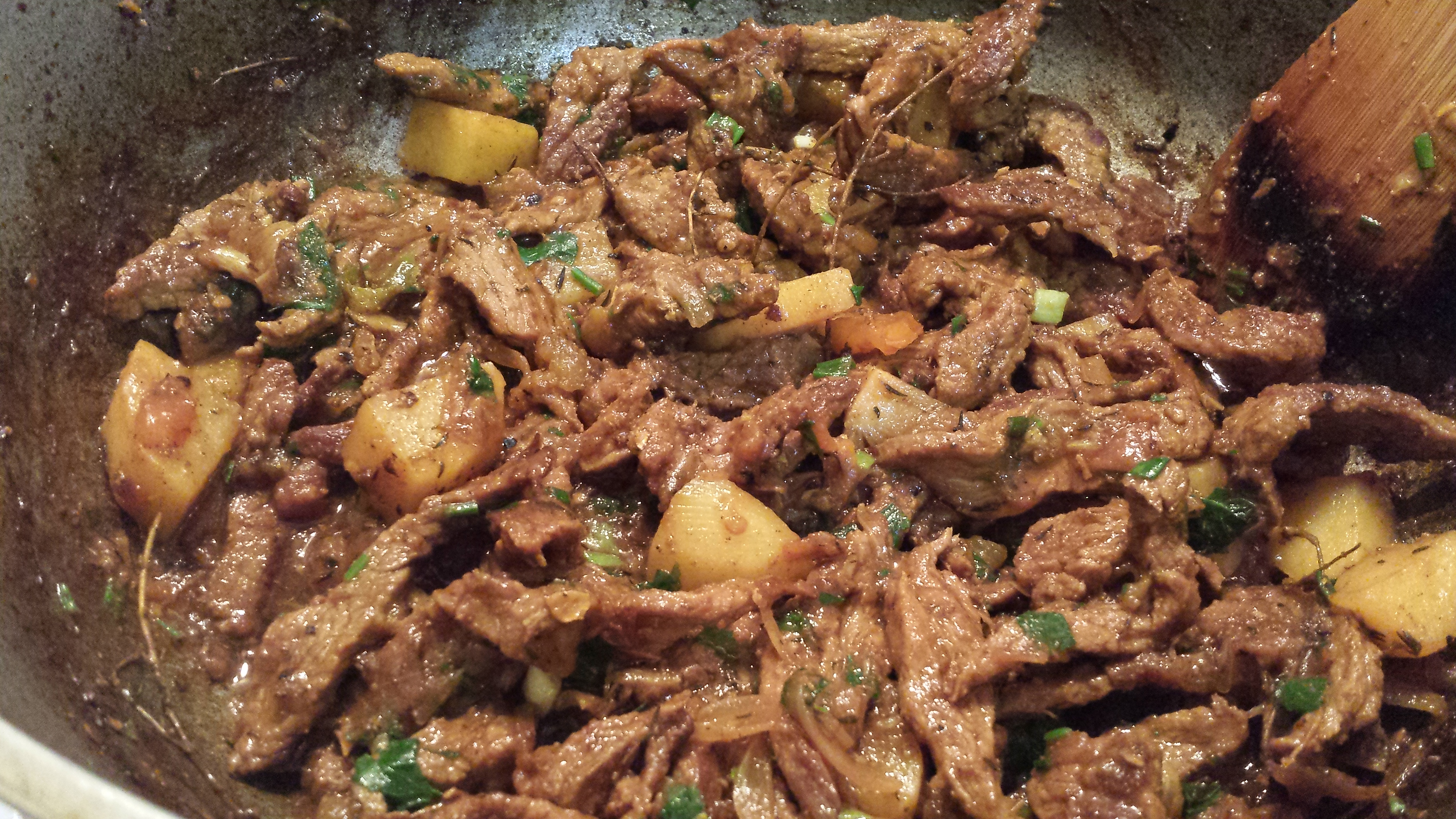
Cari bœuf pomme de terre
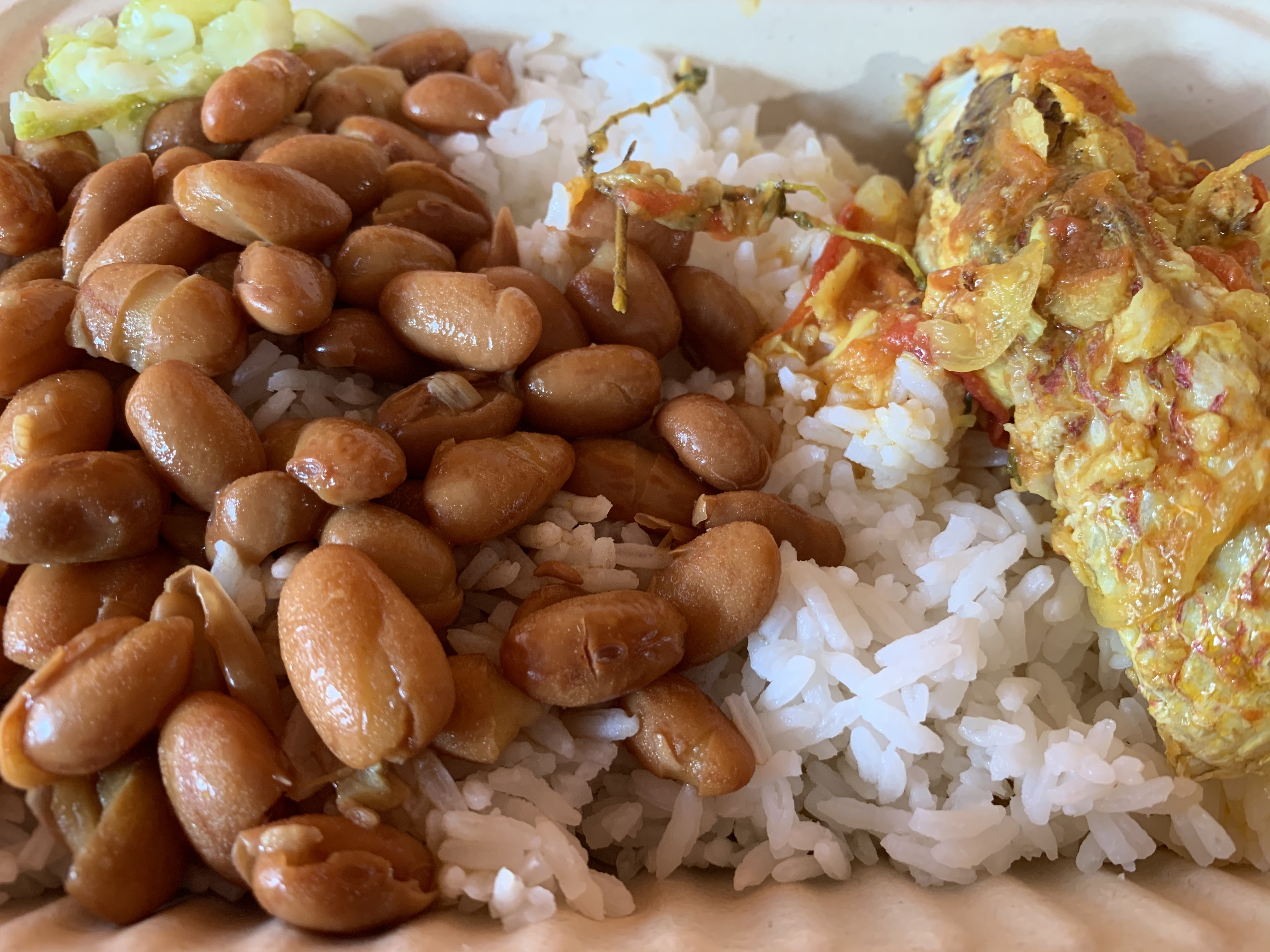
Cari poisson

## Ingrédients

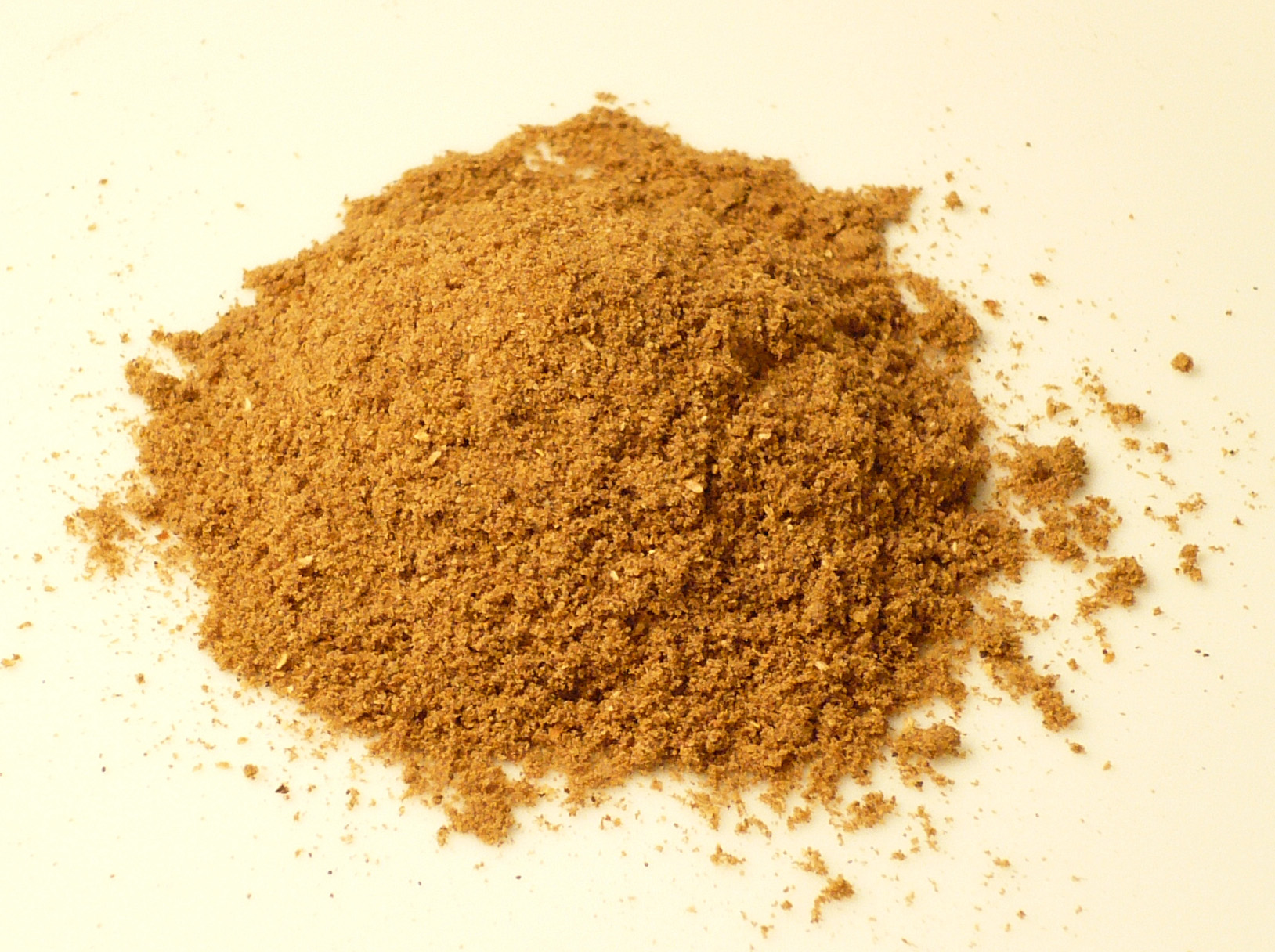
Massalé (mélange de curcuma, feuilles de caloupilé, coriandre, noix de muscade grillées, cannelle, cumin, fenugrec, graines de moutarde, clous de girofle)

Les ingrédients suivants entrent ou peuvent entrer dans la préparation d'un cari :
- des oignons (zonion) et de l'ail ;
- du curcuma en poudre (également appelé safran péï) ;
- du massalé, pour le carry massalé, mélange de curcuma, feuilles de caloupilé, coriandre, noix de muscade grillées, cannelle, cumin, fenugrec, graines de moutarde, clous de girofle ;
- du thym : le thym réunionnais est réputé beaucoup plus parfumé, il est plus petit ;
- du sel, du poivre du moulin, du gingembre ;
- le chou palmiste (cœur de palmier) est parfois utilisé dans les caris de porc ou poulet ;
- le chouchou est éventuellement utilisé ;
- le ti'jacque (fuit du jacquier) ;
- la bringelle (aubergine) ;
- la tomate arbuste ;
- la tomate pour certains caris, hormis ceux à base de viande.

On ne met pas de tomates dans un « cari de poulet péï traditionnel » ; certains Réunionnais ont commencé à en utiliser quand les poulets surgelés, élevés en batterie, ont débarqué dans les supermarchés (dans les années 1960-1970). Moins coûteux que les poulets péï (pays), élevés au maïs à La Réunion, ils n'avaient ni goût, ni couleur ; alors pour lui donner un plus joli aspect et même du goût, certains ont commencé à mettre des tomates, mais pour retrouver la saveur d'un cari de poulet péï, on prendra soin de ne pas en mettre, mais de bien faire dorer la viande.

## Préparations traditionnelles

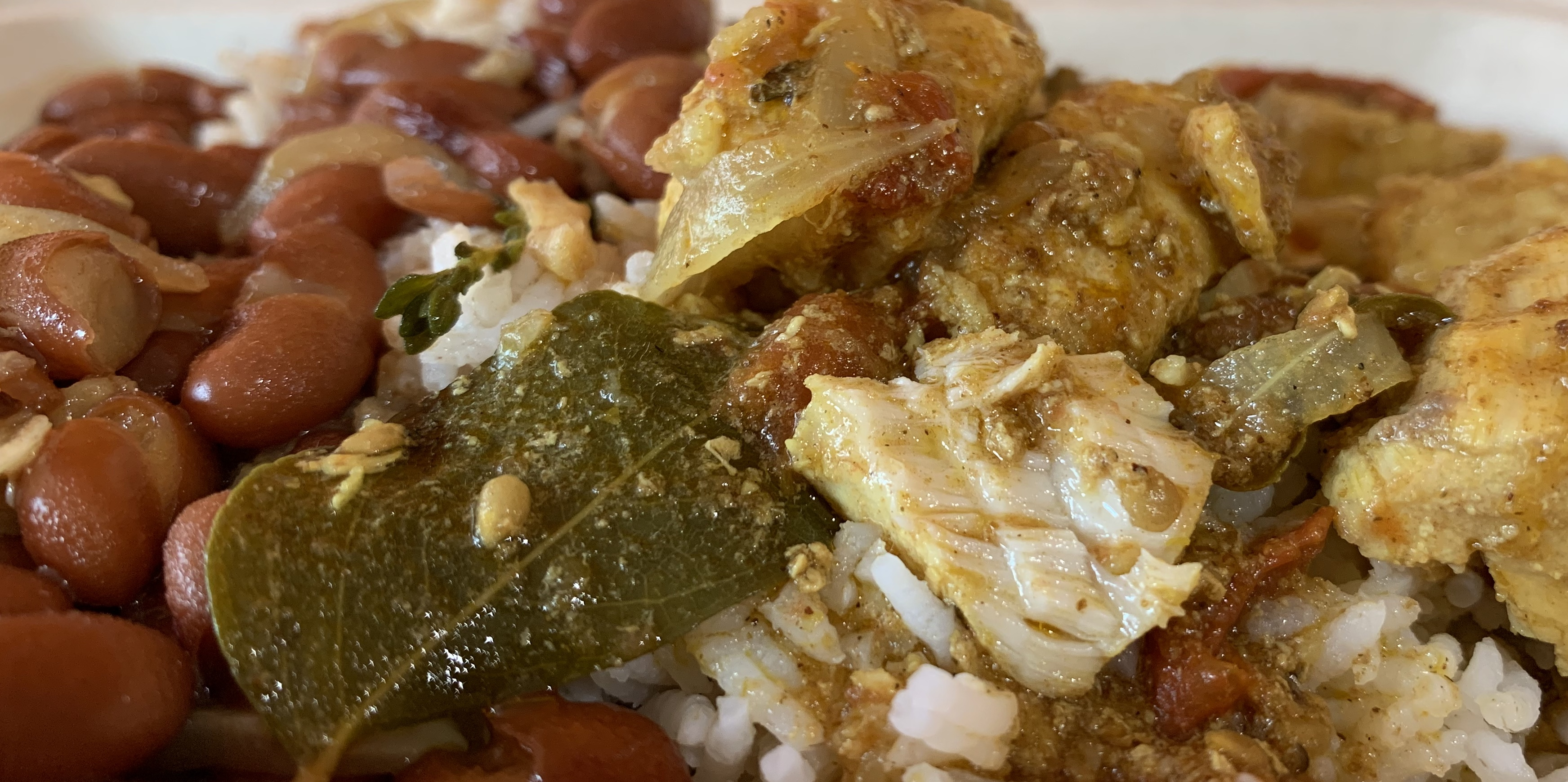
Cari poulet massalé, variante à base de mélange de curcuma, feuilles de caloupilé, coriandre, noix de muscade grillées, cannelle, cumin, fenugrec, graines de moutarde, clous de girofle)

### Cari massalé
Le cari massalé est un cari à base de massalé (mélange de curcuma, feuilles de caloupilé, coriandre, noix de muscade grillées, cannelle, cumin, fenugrec, graines de moutarde, clous de girofle).

### Cari poulet

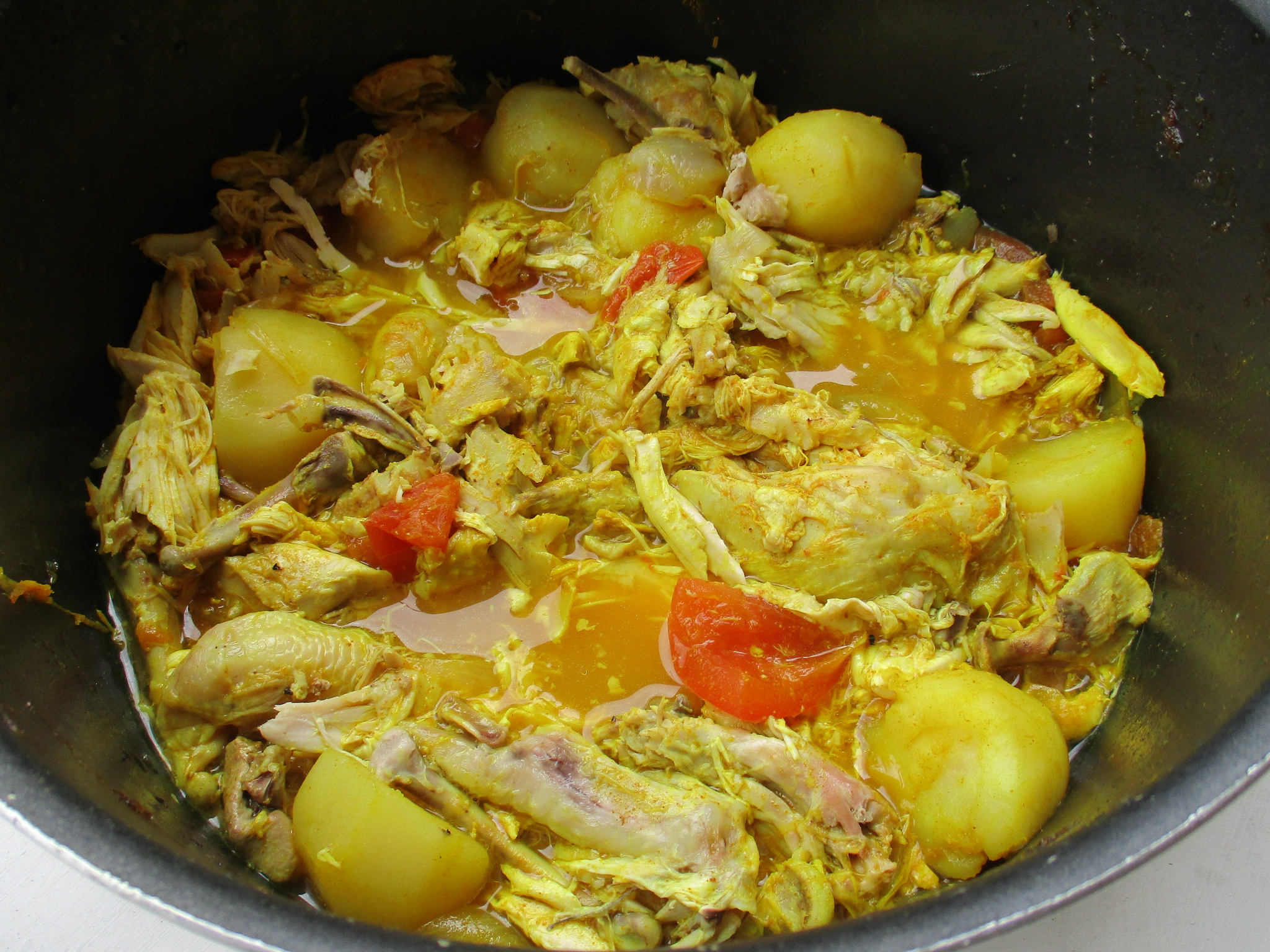
Cari poulé et pom'terre

Pour le cari de poulet, par exemple, la tradition veut qu'on utilise une « marmite » (une sorte de cocotte en fonte d'aluminium) dans laquelle on commence par faire dorer la viande (découpée en morceaux au préalable) dans de l'huile neutre de type tournesol. Une fois la viande bien colorée, on ajoute les oignons émincés finement, que l'on fait roussir avec la viande. Ensuite ajouter une gousse d'ail écrasée, ainsi qu'un morceau de gingembre écrasé (environ 20 g), faire revenir le tout ; puis ajouter un peu d'eau, à mi-hauteur si le poulet a une chair plutôt dure, un peu moins s'il s'agit d'un poulet plus jeune. Viennent ensuite le curcuma, environ une cuillère à café rase, le sel, le poivre écrasé dans un mortier, en pierre de lave non poreuse et le thym. Porter le tout à ébullition, puis baisser le feu et laisser cuire quinze minutes environ, parfois un peu plus ; il faudra faire attention à ce que la viande ne décharne pas.
L'inclusion de la viande au reste de la préparation se fait de manière différente suivant les familles. Pour un cari de poulet, il faut d'abord faire revenir les morceaux de poulet dans l'huile pour qu'ils soient bien dorés, et ensuite il y a deux écoles : ceux qui préparent progressivement la sauce en laissant les morceaux de poulet dans la marmite, et ceux qui les enlèvent, préparent la sauce et les remettent ensuite. Il n'est pas recommandé de dire qu'une méthode est meilleure que l'autre.

### Cari poisson
Pour un cari de poisson, le procédé est différent : après avoir écaillé et découpé le poisson en darnes, en gardant la tête et la queue, on doit d'abord faire frire les morceaux de poisson dans un peu d'huile et les réserver. Dans une marmite, faire roussir l'oignon, ensuite l'ail et le gingembre et ajouter la ou les tomates. Faire fondre le tout, ajouter le curcuma, le sel, le poivre et le thym, voire du combava. Verser un verre d'eau au mélange et porter à ébullition. Rajouter le poisson à la sauce, faire mijoter environ cinq minutes, pas plus (le poisson s'abîmerait). Si le poisson utilisé est du thon, on peut ajouter du caloupilé.

### Cari de z'os
Le cari de z'os, recette héritée des années 1950-1960, époque où de nombreuses familles réunionnaises ne mangeaient que très rarement à leur faim, est préparé uniquement avec des os, récupérés à l'époque gratuitement auprès des bouchers, auquel on ajoutait des oignons et des piments et qui servait de sauce pour donner du goût au riz. La peau de porc ou de bœuf, après avoir été ébouillantée et grattée, était parfois ajoutée après avoir été découpée en petits morceaux. On y ajoute à notre époque fréquemment du combava, du thym, du poivre, du curcuma (safran péï), du gingembre ou des tomates.

### Cari ti'jacque boucané
Le cari ti'jacque boucané, recette incontournable de l'île de la Réunion, est préparé à partir de ti'jacque et de boucané auxquels on ajoute du safran péï, des tomates, de l'ail, du gingembre, de l'oignon, du piment et du thym. Le boucané est utilisé dans d'autres caris, sans le ti'jacque mais avec de la bringelle (aubergine), des pom'terre (pommes de terre), des babafigues (fleur du bananier) ou même du chou palmiste (cœur de palmier).

## Service et mode de dégustation
Sauf lors de repas de fête et hors de la présence d'invités, le cari se sert à table dans la marmite ayant servi à le cuire. Il s'accompagne de riz, blanc non collant cuit par la technique d'évaporation, généralement dans un cuiseur de riz de type chinois, sans sel et sans matière grasse.
Les Réunionnais disent qu'il faut que le riz soit « bien en grain », il ne faut pas qu'il « fasse de la colle » ; pour ce faire, il est passé à l'eau avant cuisson afin d'éliminer au maximum l'amidon qu'il contient. Le riz est accompagné par des « grains », c'est-à-dire des haricots rouges, coco roses, coco blancs, pois du Cap, lentilles ou autres légumineuses semblables préparées en cocotte-minute avec de l'eau et quelques épices (oignons, ail, thym, curcuma).
Un rougail piment (au sens de petite préparation assaisonnée très pimentée à base au choix : de tomate, de tomate-arbuste, c'est-à-dire le tamarillo local, de mangue verte, d'oignons, de pâte d'arachide à la tomate (rougail dakatine), etc.) ou des achards servants de condiments.
Pour la plupart des Réunionnais, il ne faut surtout pas tout mélanger (riz, grains et cari) dès le départ dans son assiette, mais le faire progressivement pour chaque bouchée. La tradition réunionnaise est de mettre d'abord le riz dans l'assiette, puis les grains (haricots, pois du Cap, lentilles de Cilaos…) et en dernier la viande et la sauce. Un rougail tomates ou piment accompagne généralement les caris pour les amateurs de plats relevés.